# Tích Lương
Tích Lương là một phường thuộc thành phố Thái Nguyên, tỉnh Thái Nguyên, Việt Nam.

## Địa lý
Phường Tích Lương nằm ở phía đông nam thành phố Thái Nguyên, có vị trí địa lý:
- Phía đông giáp phường Trung Thành
- Phía tây giáp phường Tân Lập và xã Thịnh Đức
- Phía nam thành phố Sông Công
- Phía bắc giáp phường Phú Xá.

Phường Tích Lương có diện tích 9,32 km², dân số năm 2011 là 17.225 người, mật độ dân số đạt 1.848 người/km².

## Lịch sử
Địa bàn phường Tích Lương hiện nay trước đây vốn là xã Tích Lương thuộc huyện Đồng Hỷ.
Ngày 2 tháng 4 năm 1985, Hội đồng Bộ trưởng ban hành Quyết định số 102-HĐBT sáp nhập xã Tích Lương vào thành phố Thái Nguyên.
Ngày 13 tháng 1 năm 2011, thành lập phường Tích Lương trên cơ sở toàn bộ 932,46 ha diện tích tự nhiên và 17.225 người của xã Tích Lương.

## Kinh tế - xã hội

### Giáo dục

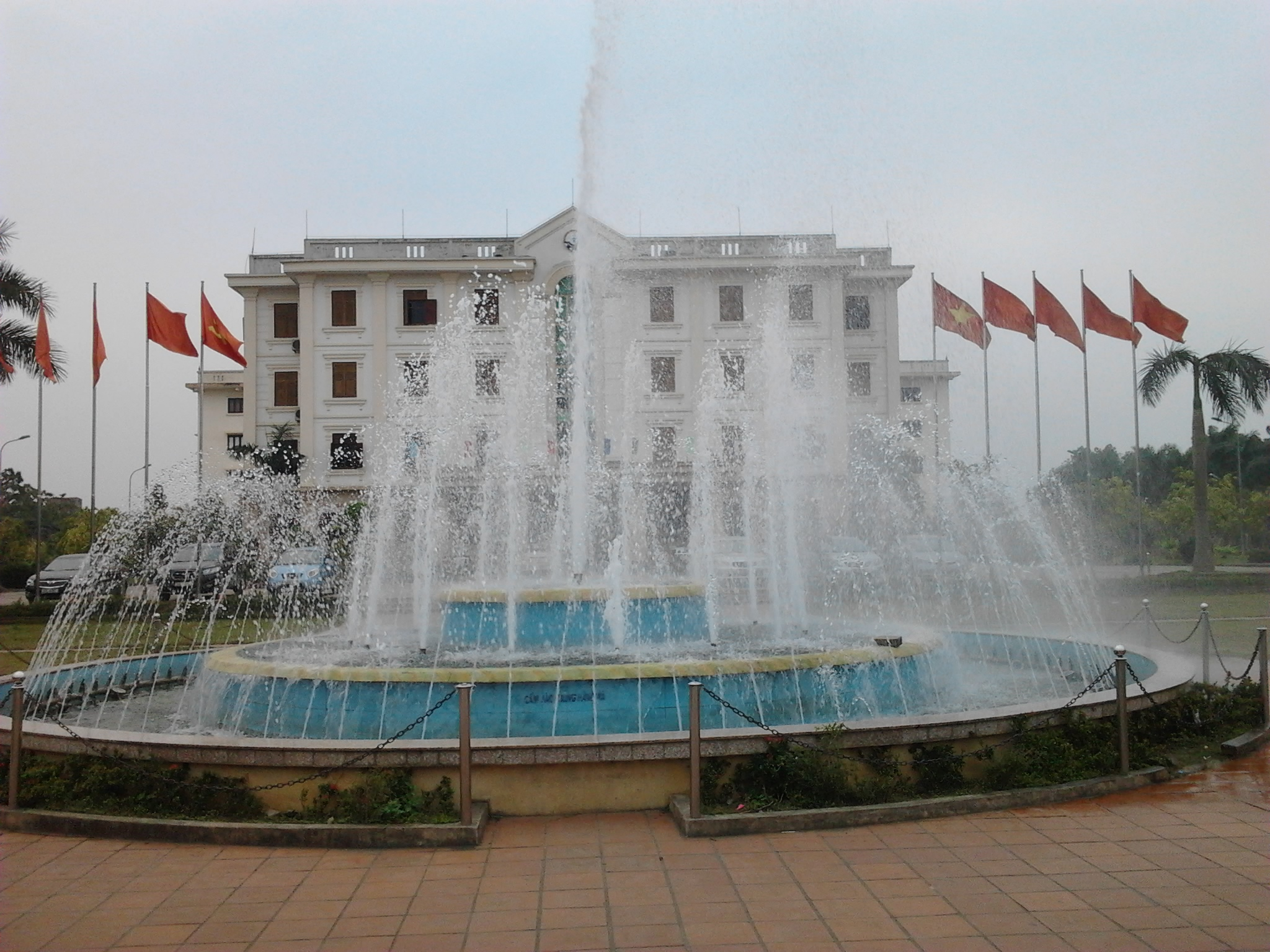
Trường Đại học kỹ thuật Công nghiệp Thái Nguyên nằm trên địa bàn phường Tích Lương

Trên địa bàn phường Tích Lương hiện tọa lạc hai trường đại học thuộc Đại học Thái Nguyên là Trường Đại học Kỹ thuật Công nghiệp và Trường Đại học Kinh tế và Quản trị Kinh doanh và trường Cao đẳng Cơ khí Luyện kim ngoài ra còn có Cao đẳng nghề cơ điện luyện kim.

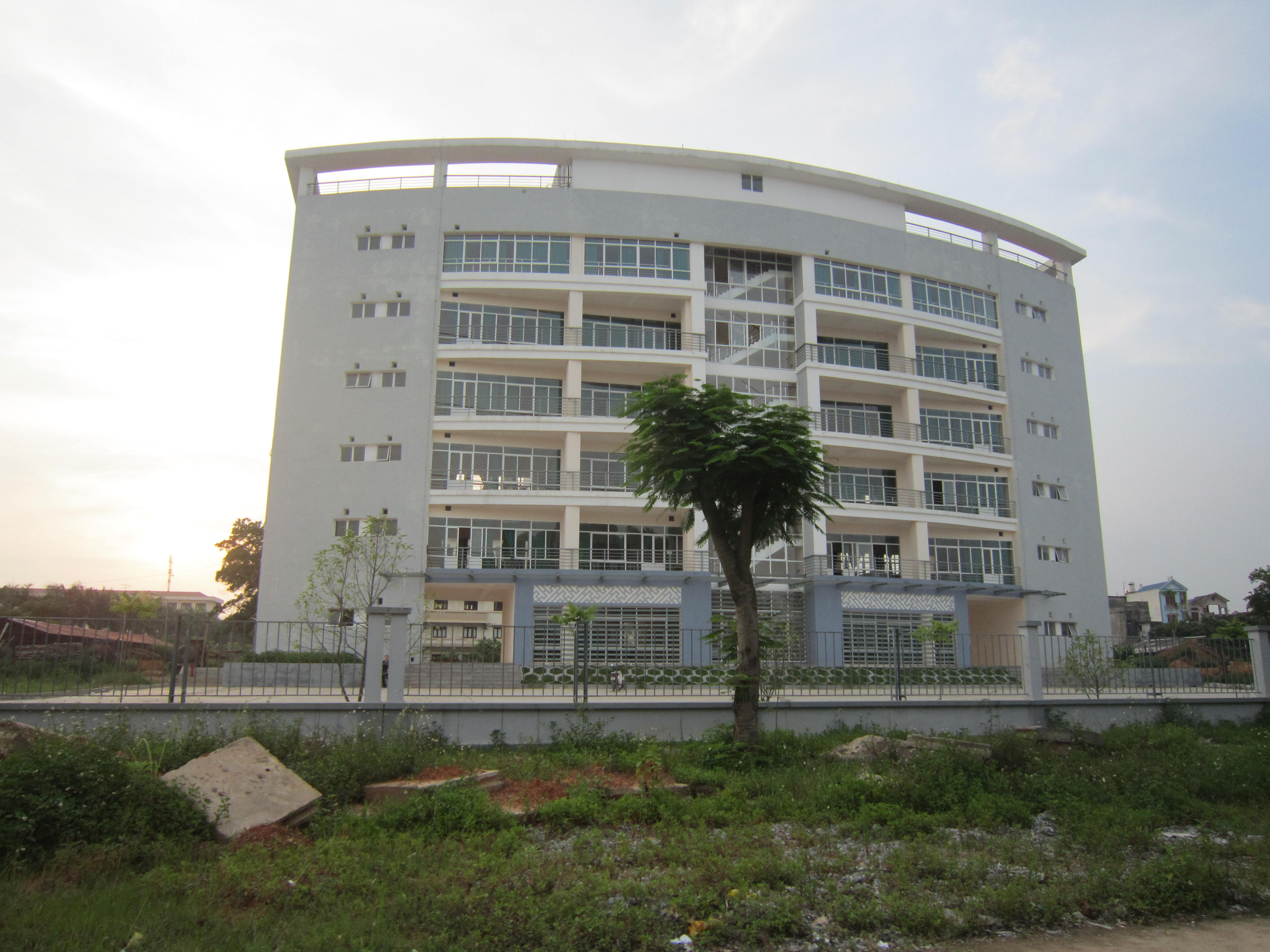
Đại học kỹ thuật công nghiệp

### Kinh tế
Phường Tích Lương có diện tích chủ yếu là đất nông nghiệp, đô thị hóa hiện mới chỉ tập trung ở khu vực ven quốc lộ và xung quanh các trường đại học, cao đẳng. Tích Lương cũng có ít các đường phố lớn, chỉ có hai con đường nằm trên địa bàn là đường 3 tháng 2 (Quốc lộ 3) và đường Tích Lương. Trên địa bàn phường có khá nhiều các cơ sở sản xuất công nghiệp lớn nhỏ của các doanh nghiệp địa phương. Phường Tích Lương còn có hồ chứa nước sạch Tích Lương và nhà máy xử lý nước sạch là nhà máy nước thứ 2 đáp ứng cho thành phố Thái Nguyên.